# Evangelisch-Lutherisches Dekanat Bad Berneck
Das Evangelisch-Lutherische Dekanat Bad Berneck war eines der Dekanate des Kirchenkreises Bayreuth in der Evangelisch-Lutherischen Kirche in Bayern.
Der Dekanatsbezirk lag im Fichtelgebirge. Zuletzt übte Thomas Guba das Amt des Dekans aus.

## Geschichte
Berneck, Bischofsgrün, Goldkronach, Himmelkron, Lanzendorf, Nemmersdorf und Streitau gehörten in der Reformationszeit zum Markgraftum Brandenburg-Kulmbach. Durch Georg den Frommen wurde 1528 die Reformation eingeführt. Marktschorgast mit der Filiale Gefrees gehörte damals zum Hochstift Bamberg. 1532 gelang es dem Markgrafen Georg, Gefrees als eigenständige Pfarrei von Marktschorgast zu lösen und die Reformation einzuführen. Marktschorgast blieb katholisch und ist heute eine Diasporagemeinde. Zusammen mit der traditionell evangelischen Gemeinde Streitau teilt man sich die Pfarrstelle.
Am 7. Dezember 1810 wurde das Dekanat mit vormals Hofer Pfarreien errichtet. Am 2. November 1814 wurde Stammbach an Münchberg und am 5. September 1874 Wirsberg an Kulmbach abgetreten. 
Zum 1. Februar 2017 wurden die Dekanatsbezirke Bayreuth und Bad Berneck zum neuen Dekanatsbezirk Bayreuth-Bad Berneck vereinigt.

## Kirchengemeinden
Zum Dekanatsbezirk gehörten zuletzt folgende neun Kirchengemeinden, in denen rund 12.500 Gemeindeglieder lebten.
- Bad Berneck, Dreifaltigkeitskirche (1800)
- Bischofsgrün, Matthäuskirche (1891)
- Gefrees, St.-Johannis-Kirche (1879), Gottesackerkirche (1594)
- Goldkronach, Stadtpfarrkirche St. Erhard (1852), Friedhofskirche
- Himmelkron, Stiftskirche
- Lanzendorf, St. Gallus
- Nemmersdorf, Unserer Lieben Frau (frühes 13. Jh.)
- Pfarrei Streitau und Marktschorgast
  - Streitau, St. Georg
  - Marktschorgast, Dreifaltigkeitskirche